# Joseph Anton Xaver von Balthasar
Joseph Anton Xaver von Balthasar, né le 11 mars 1761 à Lucerne et mort le 5 juin 1937 dans la même ville, est un homme politique et un bibliothécaire suisse.

## Biographie
Joseph Anton Xaver von Balthasar naît le 11 mars 1761 à Lucerne, en Suisse. Il est le fils de Joseph Anton Felix von Balthasar. Sa famille appartient au patriciat de Lucerne.  
Il étudie au gymnase de Lucerne, puis entreprend des voyages d'étude en Italie, France et Angleterre. Il est membre du Grand Conseil de Lucerne de 1782 à 1798 et de 1824 à 1837, dont plusieurs années en tant que secrétaire (1793-1798). Il est le bailli de Kriens et Horw de 1785 à 1787, et de Habsburg de 1787 à 1788. En 1798, il est chef du bureau du Grand Conseil helvétique. De 1826 à 1829, il siège au Petit Conseil lucernois en tant que libéral. 
Sous la République helvétique, il est nommé inspecteur général des bibliothèques nationales de 1800 à 1803. En 1805, il devient le premier bibliothécaire de la bibliothèque cantonale d'Argovie. Dès 1814, il est aussi bibliothécaire de la bourgeoisie à Lucerne.
À Lucerne, il fonde une société de lecture en 1887, une bibliothèque publique en 1796, et un mensuel historique, Helvetia. En 1832, il vend sa bibliothèque privée, constituée de 10 000 volumes, au canton de Lucerne. Cette collection constitue le premier fonds de la bibliothèque cantonale de Lucerne.
Il est également membre de la Société helvétique en 1786.
Il meurt le 5 juin 1937 à Lucerne, à l'âge de 76 ans.